# Noujna pomochtch
 (janvier 2020).
Noujna pomochtch (en russe : Нужна помощь, « Besoin d'aide », Nuzhna pomosh dans la transcription anglaise) est un fonds caritatif russe, impliqué dans le développement du secteur non lucratif en Russie. 
Il se positionne comme une organisation venant en appui aux autres fondations et associations, et lutte contre le conservatisme et le paternalisme, en essayant de faire évoluer l'opinion sur les problèmes sociaux, pour apporter de l'aide aux personnes en difficulté, mais aussi pour amener les citoyens à s'impliquer dans la solidarité. 
Le fonds a été créé en 2015, dans le prolongement d'un projet homonyme. En trois ans, jusqu'en 2018, il a collecté plus d'un demi-milliard de roubles. Afin d'attirer un nouveau public, un site en ligne, Takie dela (russe : «Такие дела», De tels cas) a été lancé. On y trouve des textes faisant appel à la générosité pour des situations individuelles ou des projets, mais également des articles sur ces sujets sociaux et des outils et des ressources pour les fonds et associations intervenant dans le champ de la solidarité.

## Origine

### Le projet nuzhnapomosh.ru
Noujna pomochtch fait suite au projet nuzhnapomosh.ru («Нужнапомощь.ру»), lancé en septembre 2012 par les journalistes Andreï Khodortchenkov (ru), rédacteur en chef d'Écho de Moscou, et le photographe Dmitri Alechkovski. Alechkovski a l'expérience de la coordination des volontaires, pendant les inondations de Krymsk, en 2012, et a fait plusieurs reportages sur l'injustice,.
Le nom de Noujna pomochtch est alors provisoire,. Le projet a pour but fournir une assistance financière et juridique à d'autres initiatives caritatives, en particulier à long terme et régionales. Il réunit à son début 50 journalistes bénévoles de divers médias. Ils écrivent sur des « héros sociaux », « importants pour la société par leurs activités et n'ayant pas besoin d'un soutien, sinon de la société elle-même». Les articles sont publiés dans les médias dans lesquels écrivent ces journalistes, avec l'accord de la rédaction. Ils veulent lancer un débat sur les problèmes sociaux, et appeler à y répondre. Les premiers textes parus sont soumis à des associations ayant plus d'expérience de l'action solidaire et de la collecte de fonds. Des textes d'autres organisations caritatives sont également publiés,. 
Les déplacements des journalistes associés à ce projet sont pris en charge, mais, à l'origine, ils ne sont pas rémunérés. Un vivier de journalistes volontaires et bénévoles est constitué,. Nuzhnapomosch.ru collecte des fonds, 600 000 roubles le premier mois, et plus de 30 millions de roubles en trois ans, et redistribués vers 40 projets caritatifs,.
La collecte est faite avec le fonds Mozaica stchastia (russe : «Мозаика счастья», La mosaïque du bonheur), dirigé par Anna Poutchkova. En juillet 2013, la collecte d'argent est suspendue à la suite d'une demande du député Iaroslav Milov : l'enquête du parquet sur l'activité de Mozaica ctchastia aboutit à sa conformité avec la loi sur les agents étrangers et n'a trouvé aucune violation,,,,. 

## Historique

### Takie dela
En août 2015, nuzhnapomosh.ru cesse d'être un des programmes de Mozaica stchastia et devient le fonds Noujna pomochtch. Son but est de développer la solidarité en Russie, en soutenant les autres organisations et projets caritatifs. Sa directrice est Anna Semenova, qui travaillait auparavant dans les fondations Deti nachi (russe : «Дети наши», Nos enfants) et Volontaires pour aider les orphelins,. Un conseil et un conseil exécutif, prévus par la charte du fonds, suivent son activité. 
La conception du portail d’information est revue, avec le projet média Takie dela (russe : «Такие дела», De telles affaires), à la fois outil de collecte et projet journalistique, consacré à la vie des gens ordinaires et des problèmes auxquels ils sont confrontés. Le site est ouvert en mai 2015,,. Sa devise est « Nous reviendrons au journalisme de l'être humain » («Мы вернём в журналистику человека»), ses objectifs sont d'attirer l'attention sur les problèmes sociaux et de décrire les moyens de les résoudre et la façon dont les lecteurs peuvent y participer. Il est prévu d'intéresser le lectorat, et non de le « dégouter » et de combattre le sentiment d'impuissance. Il est également décidé de ne pas associer l'État et les grands sponsors au projet.
Le site est a été organisé en deux parties interdépendantes: la plate-forme média takiedela.ru et une section sur le fonds Noujna pomochtch. Les collaborateurs du média sont rémunérés, pour écrire des articles sur le secteur caritatif, fournir du matériel éditorial et rédiger à titre professionnel des textes de collecte de fonds. Ces billets consistent en un appel direct à faire un don, pour un projet ou une action précise et unique, avec une explication claire de la destination du dons. Les projets caritatifs sont présentés par les associations, sélectionnés par Takie dela et ensuite évalués par des experts indépendants avant leur publication,,.
Les principaux donateurs sont des particuliers, le fonds n'a pas de sponsors majeurs. Pendant un court laps de temps, un pourcentage des dons aux projets a été affecté au fonctionnement du média, mais cette pratique a été abandonnée au profit d'une collecte directe et indépendante pour Takie dela,.
Le poste de rédacteur en chef a été occupé successivement par l'ancien journaliste de NTV Andrei Lochak (ru), par l'ancien rédacteur en chef de Rouskaïa Planeta, Pavel Prianikov, par le journaliste Valeri Paniouchkine (ru),, et Anastassia Lotariova, journaliste de Takie dela qui travaillait auparavant à RBK et sur le portail Orthodoxie et Paix (ru), avec comme adjoint Vladimir Chvedov,.
Les publications ont provoqué à plusieurs reprises des réactions polémiques du public. Ainsi, en 2018, Takie dela a publié des documents sur la violence domestique selon un homme. Les journalistes ont été accusés de divulgation de données personnelles, d'insuffisante vérification des faits, de couverture unilatérale et accusatrice. Un article de 2016 sur une chorale d'église, forcée de se livrer à la prostitution, a été qualifié par les lecteurs d'irréel.

### Projets multimédias
En mars 2017, le fonds a lancé un projet documentaire interactif en ligne Ils vivaient/Ils étaient («жили|были»), consacré au Jour du sans-abri (ru). L'organisation caritative de Saint-Pétersbourg Notchlejka (ru) et le mouvement de volontaires moscovites Amis à la rue (Друзья на улице) s'y sont associés. Le documentatire racontait cinq histoires de personnes devenues sans abri et décédées par la suite. Le projet spécial a reçu plusieurs prix lors du festival Great Eight des industries de la création, et le prix international World Press Photo,,.
Un autre projet, sur le changement climatique, La faux et la pierre («Коса и Камень»), créé en collaboration avec le photographe Vlad Sokhine, a reçu le prix du festival international Visa pour l'image dans la catégorie des meilleures histoires d'information multimédia,,.
En février 2018, Takie dela a publié sa première courte série interactive pour appareils mobiles Tout est compliqué («Всё сложно») consacrée à une jeune femme vivant avec le VIH . À la fin des épisodes, le développement de l'intrigue dépendait de choix du téléspectateur. Le script repose sur des histoires réelles collectées avec la Fondation Svetlana Izambaïeva. Les personnages sont joués par Irina Starchenbaum, Rinal Moukhametov, Tchoulpan Khamatova, Denis Chvedov (ru) et Aliona Babenko (ru),,. Le projet a remporté le grand prix Great Eight et le prix du forum de la communication sociale Pora («Пора», Il est temps!).
Fin 2018, le département compte 29 projets spéciaux et son responsable, Sergeï Karpov est lauréat du prix Mediamanager de Russie («Медиаменеджер России»).

### Plateforme «en saisissant l'occasion»
En décembre 2016, Noujna pomochtch a lancé le site sluchaem.ru (Пользуясь случаем, en saisissant l'occasion), une plateforme de collecte de fonds, où chacun peut prendre l'initiative d'une collecte en faveur d'un projet caritatif sélectionné sur le site, à l'occasion d'un événement, par exemple son anniversaire, en invitant des amis à participer. 24 millions de roubles ont été levés,,. 

### «Tournées caritatives»

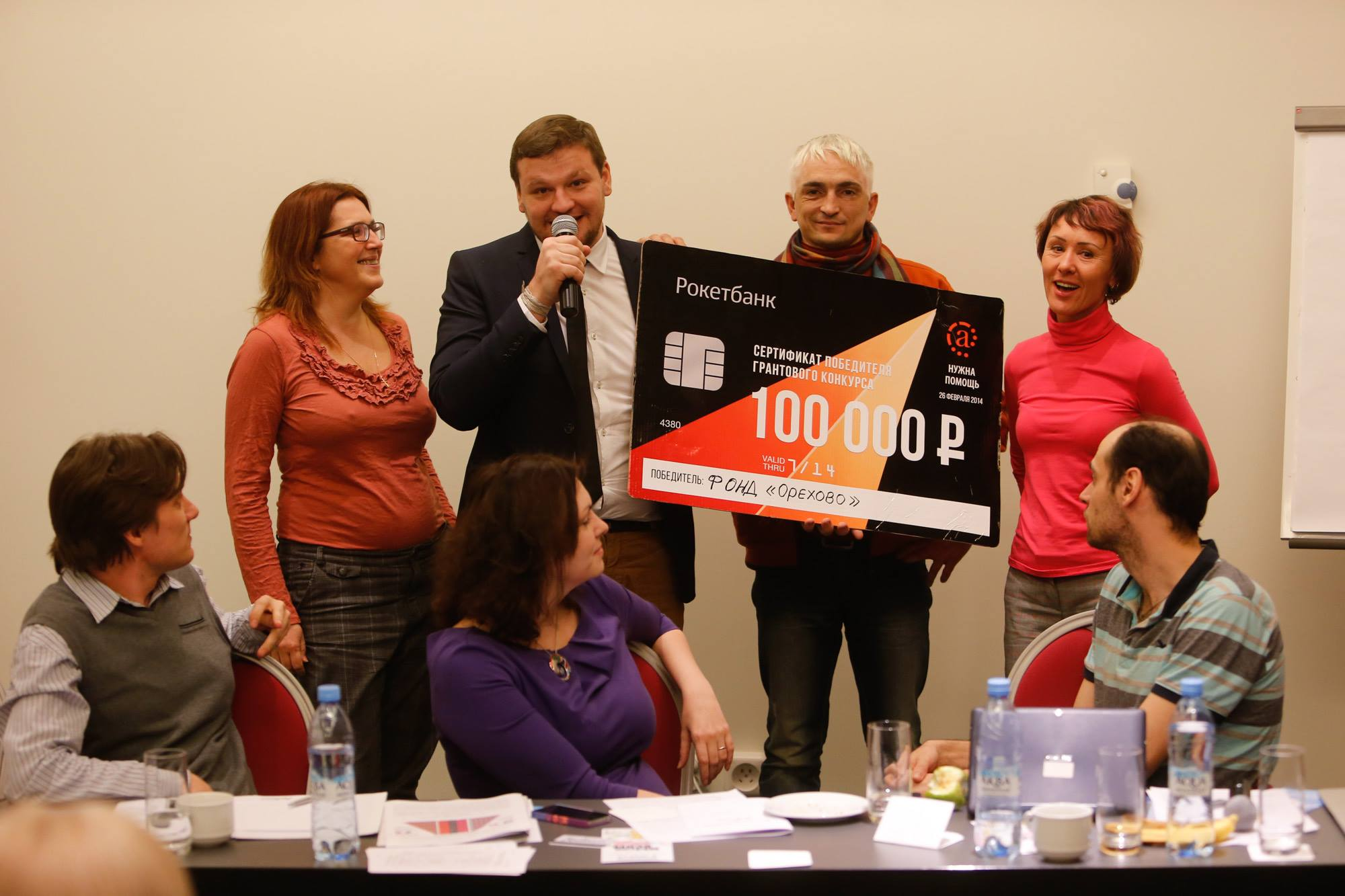
Tournée caritative à Kaliningrad, 2014

Les tournées caritatives («Благотворительные гастроли») ont été lancées en 2014 sur l'initiative de nuzhnapomosh.ru. Il s'agit d'un programme d'appui aux associations régionales, avec des master classes et des conférences avec des experts, sur des thèmes comme, par exemple, comment interagir plus efficacement avec les médias et les autorités locales ou se faire aider par des personnalités. Fin 2017, Noujna pomochtch a reçu une subvention du Fonds des prix de la Présidence (ru) de 7,6 millions de roubles pour ces tournées, qui ont eu lieu à Iekaterinbourg, Irkoutsk, Khabarovsk et Vladivostok,,,. En plus des conférences, le programme comprend un concours, où les participants peuvent recevoir un financement d'un montant de 100 à 150 000 roubles pour le développement de leur projet,.

### Études et publications
Un département d'analyse du fonds étudie le secteur à but non lucratif en Russie, au travers par exemple de l'analyse comparative de l'activité des associations. Toutes les études sont accessibles au public.
Sur la base des données disponibles, avec le soutien de la fondation Potanine, Noujna pomochtch a commencé à developper ne 2018 la plateforme Pour être précis («Если быть точным»). Il s'agit d'une ressource ouverte qui contient des informations statistiques sur les problèmes sociaux dans les différentes régions de la Russie,,.
L'activité d'édition de la fondation a commencé en 2017, et trois livres ont été publiés en 2018, dont des traductions de Dan Pallota et du philosophe Peter Singer,. Les fonds provenant de la vente de livres vont aux besoins du fonds.

## Éléments financiers
De 2015 à 2017, le fonds a reçu plus de 300 000 dons uniques, pour une collecte mensuelle de plus de 6 millions de roubles. Fin 2018, les fonds levés ont dépassé un demi-milliard de roubles. 
Le fonds a à deux reprises lancé des appels à des versements réguliers, d'abord sous la forme d'un don mensuel régulier de 50 roubles. En deux jours, 707 827 roubles ont été collectés auprès de 6 432 nouveaux souscripteurs.
La deuxième formule, d'une durée d'un an, est appelé « un rouble par jour ». Les participants peuvent faire un don quotidien d'un montant de 1 à 10 roubles en faveur de plus de 150 projets préselectionnés. Plus de 5 millions de roubles ont été collectés dans les trois premiers jours et fin mars 2019, le montant collecté était de près de 9 millions de roubles.
En avril 2019, Noujna pomochtch redistribuait les sommes collectées à 153 organisations caritatives, aidant au total plus de 80 000 personnes, dont des orphelins, des personnes ayant une déficience intellectuelle, des victimes de violences sexuelles, des toxicomanes, des sans abri, des familles en crise, des personnes handicapées et bien d'autres,. Peuvent être mentionnés Dom s maïakom («Дом с маяком», la Maison avec une lanterne (soins palliatifs pour les enfants)), Siostri («Сёстры», Sœurs (protection et soutien des femmes en situation difficile)), l'Institut d'hématologie et de transplantologie pédiatriques Raissa Gorbacheva (ru) (greffe de moelle osseuse), Caritas, et Notchlejka («Ночлежка», (soutien aux sans-abri)).
Au début 2019, une soixantaine de spécialistes travaillaient au sein du personnel du fonds, dont plus d'une vingtaine à la rédaction de Takie dela, auxquels il faut ajouter plus de 200 journalistes indépendants,.